# Sangmélima
Sangmélima è la capitale del dipartimento di Dja e Lobo, in Camerun.
Sangmélima sorge sulle rive del fiume Lobo.

## Popolazione
La popolazione è di etnia Bulu, arrivata in questa regione nel XIX secolo, dopo che furono allontanati dalle zone costiere dai soldati britannici, perché cacciatori di schiavi.